# Heihō kadensho
Le Heihō kadensho (兵法家伝書) est un texte japonais datant de 1632 sur la théorie et la pratique de l'escrime et de la stratégie (Heiho). Il fut écrit par le samouraï Yagyū Munenori, celui-ci au service de Ieyasu Tokugawa, plus tard instructeur d'escrime auprès du fils de Ieyasu, Hidetada, et l'un des conseillers principaux du troisième shogun, Iemitsu Tokugawa. Lié notamment à Takuan Soho (auteur de L'esprit indomptable), Heihō kadensho est l'un des plus éminents traités sur la stratégie dans la littérature classique japonaise. Le texte de Munenori est vite devenu populaire grâce à son applicabilité au-delà du paradigme du guerrier.

## Contenu
Le livre est divisé en trois chapitres.
1. « L'Épée qui tue », traite de la force comme remède au désordre et à la violence.
2. « L'Épée qui donne la vie » examine le rôle de la prévention des conflits.
3. « Sans épée » examine le bien-fondé de l'utilisation des ressources de l'environnement pour tirer le meilleur parti de celui-ci.

Ce dernier chapitre de l'ouvrage traite de sujets comme la façon dont un terrain plus élevé peut donner un avantage sur les ennemis et comment utiliser les intempéries à son avantage. Il y a plusieurs mentions de la façon dont un terrain accidenté peut faire toute la différence dans la bataille et comment une chose simple comme une pierre branlante peut retourner la situation contre l'ennemi.

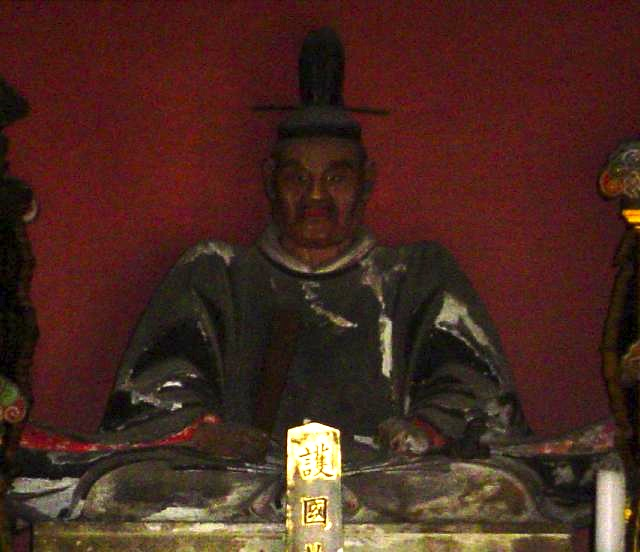
Statue en bois de Yagyū Munenori.
Mon de Miyamoto Musashi né à Ōhara-chō province de Mimasaka.

## Source